# إيسيدرو كاسانوفا
إيسيدرو كاسانوفا (بالإسبانية: Isidro Casanova) هي منطقة سكنية تقع في الأرجنتين في La Matanza Partido. يقدر عدد سكانها بـ 131,981 نسمة ومساحتها 19.5 كم2 وترتفع عن سطح البحر 14 متر.

## أعلام
- يوناتان كابرال
- خوسيه لويس غارسيا
- خوان هويرتا
- غوستافو كابرال
- فرانكو لوبيز